# Багатопотокове оброблення даних
Багатопото́кове обро́блення да́них (англ. Multi-data-stream processing) — програмний та/або апаратний спосіб побудови архітектури обладнання, що дає змогу здійснювати одночасне оброблення двох або більше послідовностей даних під керуванням однієї або більше послідовностей команд (див. Багатонитковість).
Залежно від за кількостей потоків команд і даних та від організації системи розрізняють наступні архітектури:
- архітектура з одним потоком команд і кількома потоками даних (SIMD), наприклад, векторний або матричний процесори;
- архітектура з паралельно-централізованим керуванням потоком даних (MSIMD);
- архітектури з множиною потоків даних і множиною потоків команд (MIMD), а саме: тісно зв'язані, близько зв'язані або слабко зв'язані;
- структуровані матриці процесорних елементів, включно з систолічними матрицями.